# 塞勒姆 (印第安纳州)
塞勒姆（英語：Salem）是一個位於美國印地安納州華盛頓縣的城市。根據2010年美國人口普查，該地人口為6318人，而該地的面積約為10.41平方千米。同時該地也是華盛頓縣的縣治。

## 地理
塞勒姆的座標為38°36′15″N 86°05′56″W / 38.60417°N 86.09889°W，而該地的平均海拔高度為229米（即751英尺）。